# Wiesław Woda
Vista da sepultura.
Wiesław Woda (Paleśnica; 17 de Agosto de 1946 —  10 de Abril de 2010) foi um político da Polónia. Ele foi eleito para a Sejm em 25 de Setembro de 2005 com 8818 votos em 15 no distrito de Tarnów, candidato pelas listas do partido Polskie Stronnictwo Ludowe.
Ele também foi membro da PRL Sejm 1989-1991, Sejm 1997-2001, and Sejm 2001-2005.
Foi uma das vítimas do acidente do Tu-154 da Força Aérea Polonesa.